# 布魯哈斯 (奇曼區)
布魯哈斯（西班牙語：Brujas），是巴拿馬的城鎮，位於該國中東部，由巴拿馬省的奇曼區負責管轄，面積159.6平方公里，海拔高度1米，2010年人口688，人口密度每平方公里4.3人。